# Partnachklamm
De Partnachklamm is een 702 meter lange en gedeeltelijk ongeveer 80 meter diepe kloof ten zuidoosten van Garmisch-Partenkirchen. In 1912 werd de Partnachklamm tot natuurmonument bestempeld. De kloof wordt gevormd door de rivier de Partnach die een sterke afdaling maakt tussen de rotswanden. Om de Partnachklamm te mogen bezichtigen moet men tijdens de openingsuren een kleine toegangsprijs betalen. Parkeergelegenheid is er op de parkeerplaats van de Olympiaschans. De wandeling duurt ongeveer 20 minuten. De Partnachklamm is ook te bereiken met de Hausbergbaan. Via een boswandeling loopt men via de klamm weer terug naar de parkeerplaats bij de schans.

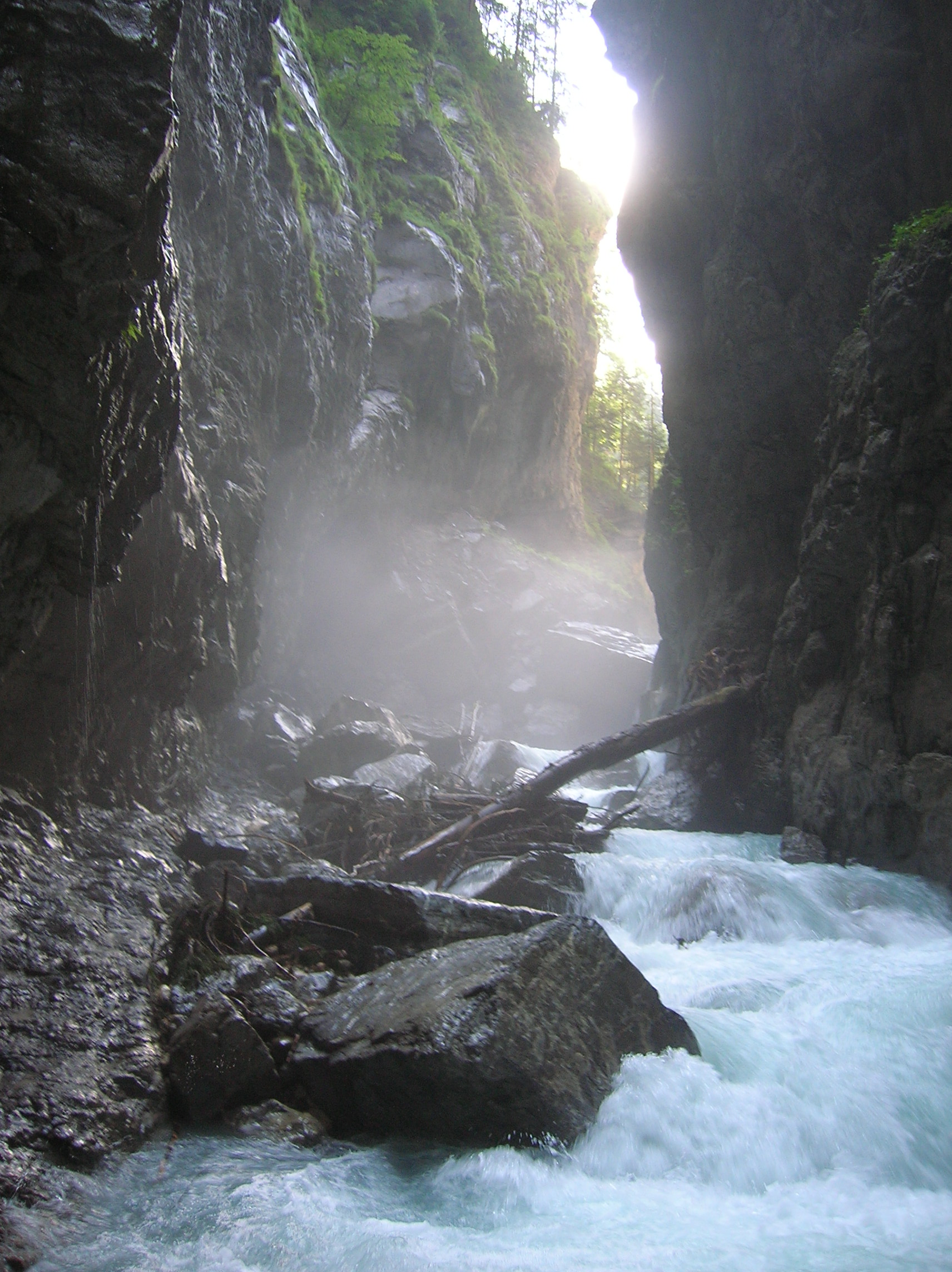
Partnachklamm
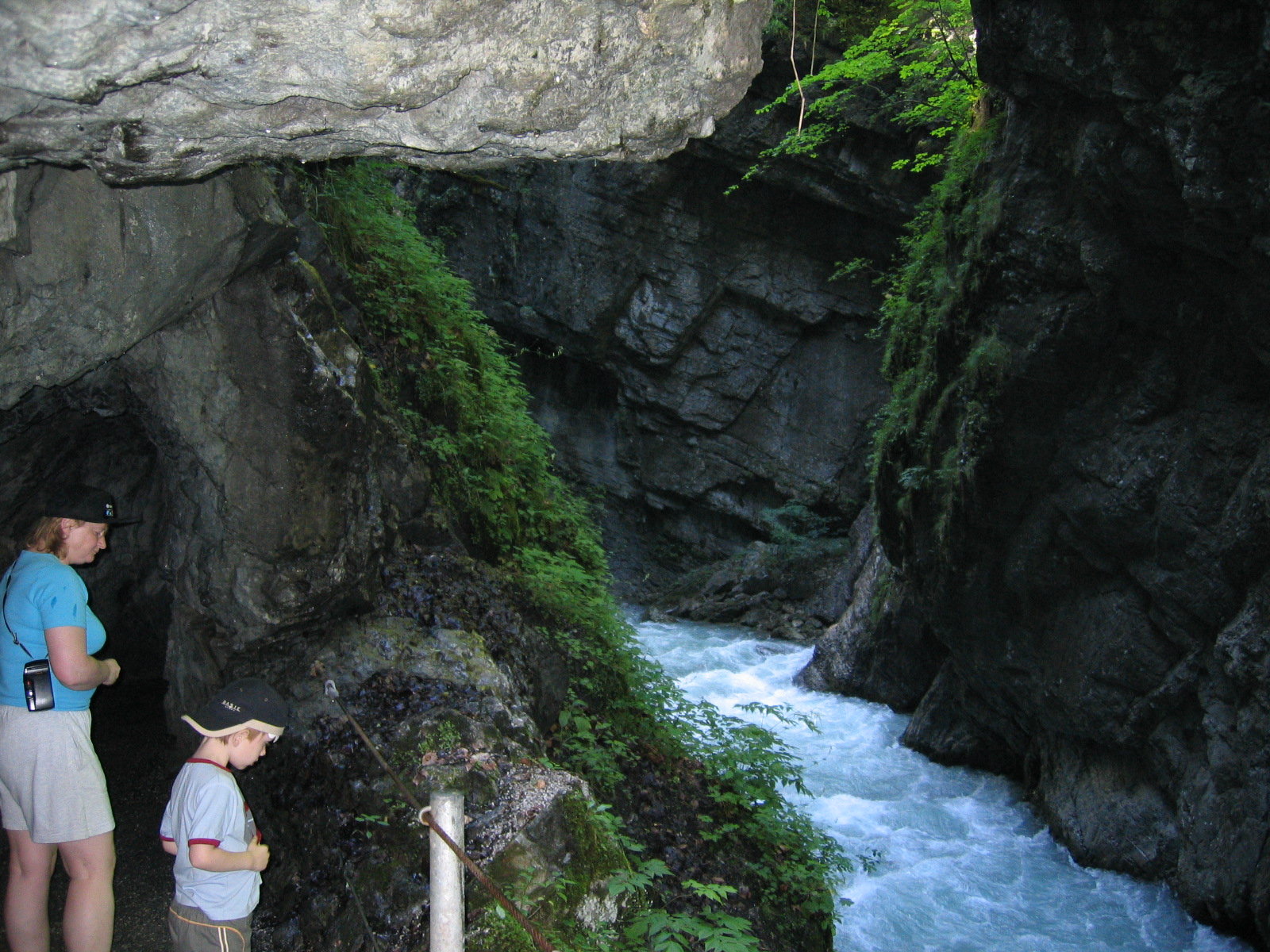
De Partnach in de Partnachklamm
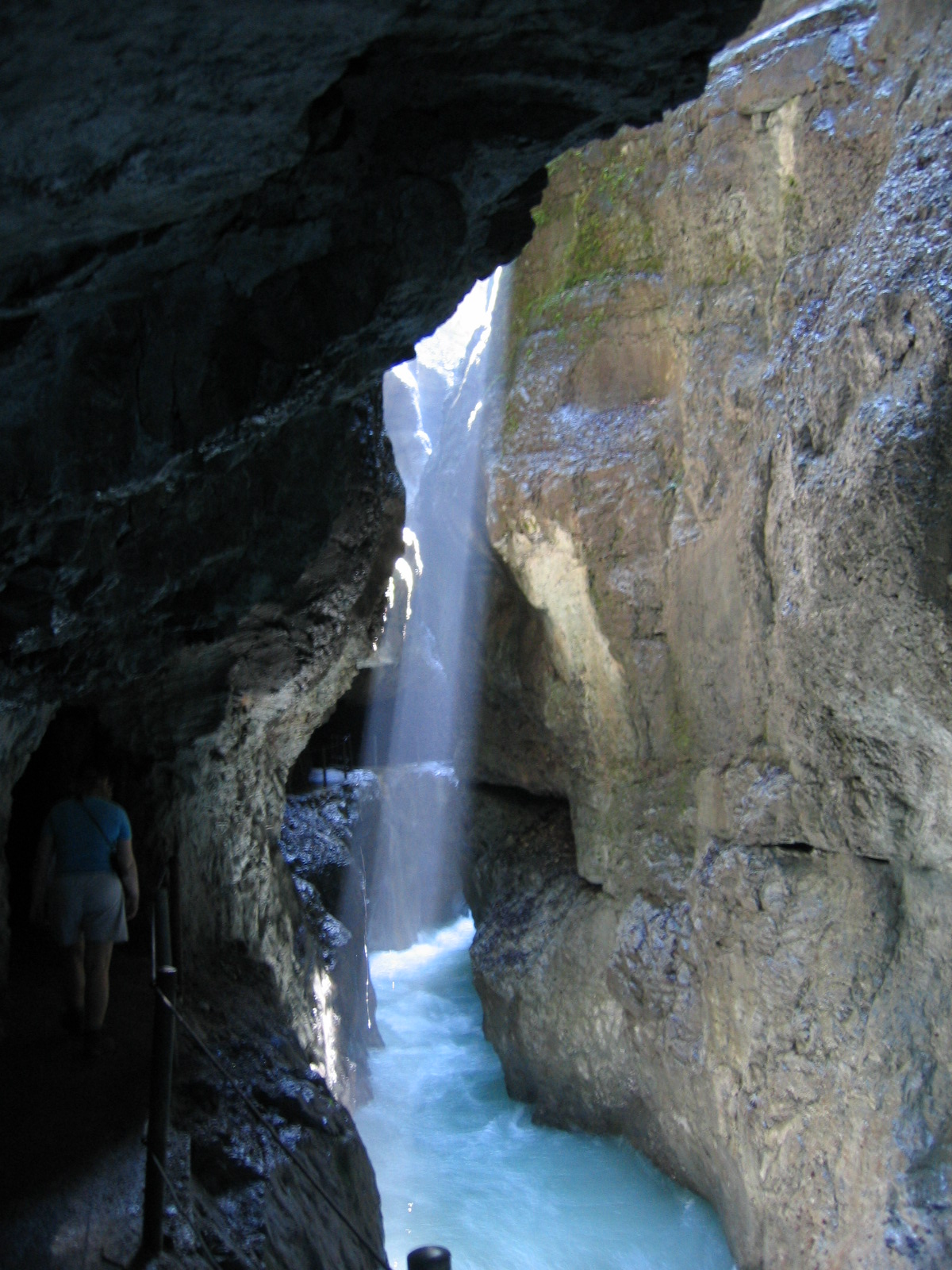
Licht en water in de Partnachklamm
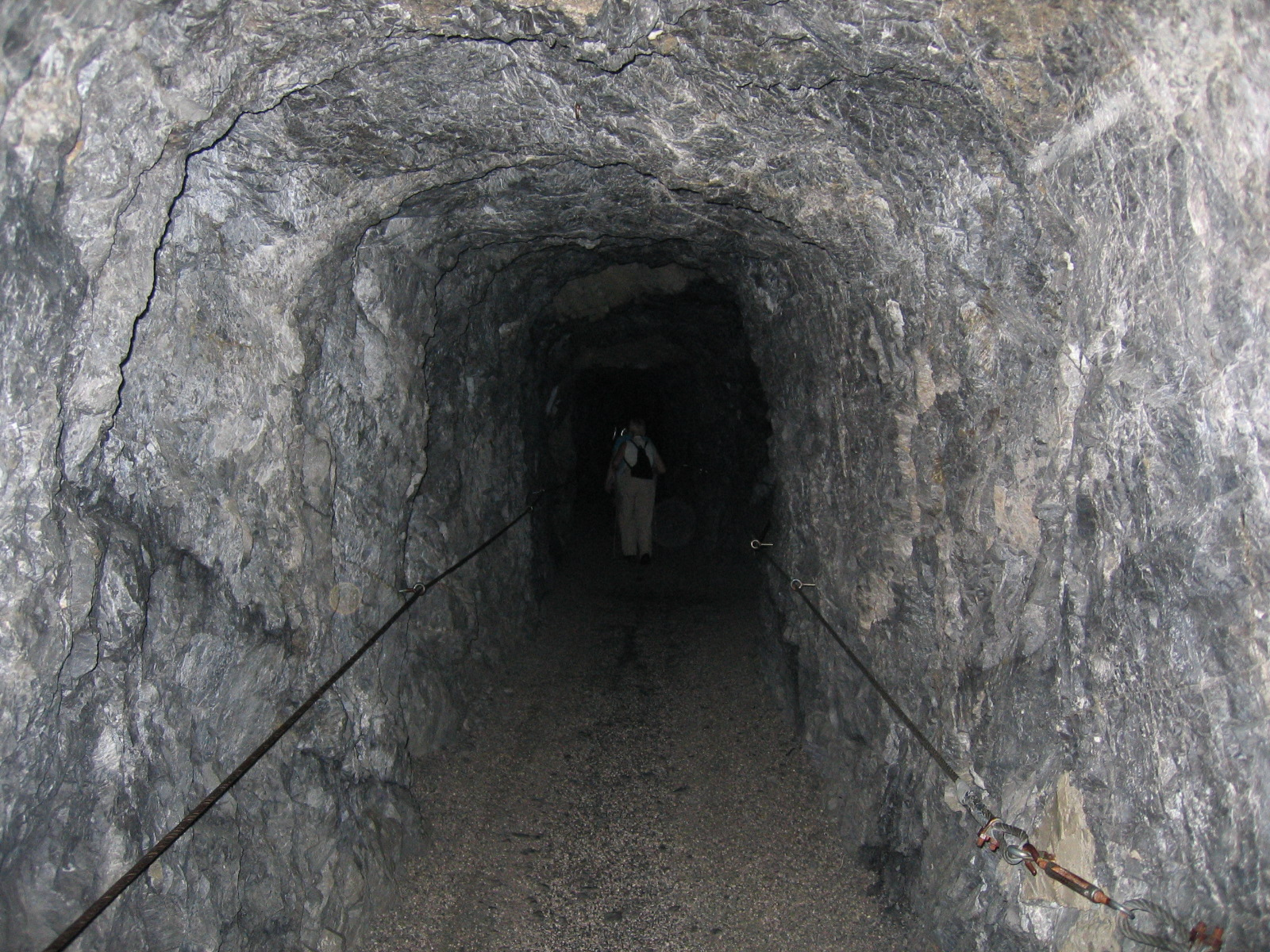
Nauw ondergronds pad in de Partnachklamm

De jachthut van koning Lodewijk II van Beieren in Schassen is van hieruit bereikbaar via een wandeling van 4 uur langs steile afgronden. Met de auto is deze hut niet bereikbaar.